# Cima Immink
Die Cima Immink ist ein 2855 m s.l.m. hoher Berg in den Dolomiten. Er liegt nördlich der Cima Pradidali und südlich der Pala di San Martino, von der er durch eine tief eingeschnittene Scharte getrennt ist. Im Gegensatz zu anderen Gipfeln in der Pala-Gruppe sind die Kletteranstiege auf die Cima Immink relativ unbekannt.
Benannt wurde die Cima Immink nach Jeanne Immink, der Erstbesteigerin des Gipfels.

## Anstiege
Normalweg
- Schwierigkeit: II
- Zeitaufwand: 1 Stunde
- Erstersteiger: Tomè, Siorpaes, Dal Col, 1877
- Bemerkung: Route der Erstbegeher

Ostwand
- Schwierigkeit: IV
- Zeitaufwand: 3 Stunden
- Erstersteiger: G. und S. Langes und E. Merlet, 1920

Westkante
- Schwierigkeit: V
- Zeitaufwand: 5 Stunden
- Erstersteiger: E. Solleder, J. F. Fontein, 1930

Nordwestwand
- Schwierigkeit: VI
- Zeitaufwand: 5 Stunden
- Erstersteiger: S. Scalet, A. Bettega, 1959

## Weitere Bilder

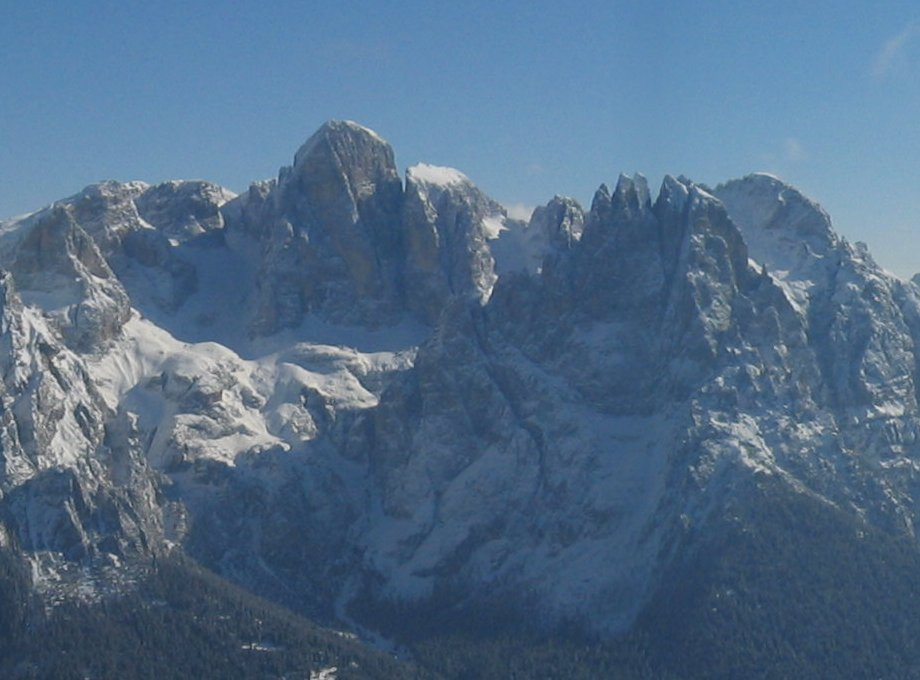
Cima Immink mit der schneebedeckten Gipfelabdachung, rechts neben dem höchsten Gipfel, der Pala di San Martino